# ショーン・ポロック
ショーン・マクレーン・ポロック, OIS（英: Shaun Maclean Pollock, OIS、1973年7月16日 - ）は、南アフリカ共和国出身の元プロクリケット選手。元南アフリカ共和国代表。ポジションはオールラウンダー。

## 概要
2000年代を代表するクリケット選手の一人。クリケットのバイブルとして知られるウィズデン・クリケッターズ・アルマナックによって、2000年代のODI方式のワールドイレブンに選出された。